# Oscar Chisini

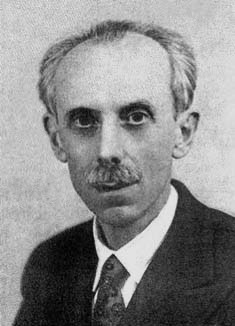
Oscar Chisini

Oscar Chisini (* 14. März 1889 in Bergamo; † 10. April 1967 in Mailand) war ein italienischer Mathematiker.

## Leben und Werk
Chisini stammte aus alter venezianischer Adelsfamilie und ging in Ravenna und Bologna zur Schule. Er studierte Ingenieurwesen und dann Mathematik bei Federigo Enriques an der Universität Bologna, wo er 1912 seinen Abschluss machte. Er war dann Assistent von Enriques, mit dem er an dessen vierbändiger Monographie Vorlesungen über geometrische Theorie der Gleichungen und algebraische Funktionen (1915 bis 1934) arbeitete. Im Ersten Weltkrieg war er bei der Artillerie in den Kämpfen in den Alpen (und erfand dort ein Artillerie-Beobachtungsgerät, das er sich auch patentieren ließ). 1923 wurde er Professor in Cagliari und ab 1925 in Mailand, wo er bis zu seiner Emeritierung 1959 blieb. 1929 gründete er mit Gian Antonio Maggi und Giulio Vivanti das Istituto di Matematica der Universität Mailand, dessen Vorstand er bis zu seinem Tod war.
Chisini befasste sich mit algebraischer Geometrie und Mathematikdidaktik. Er fand einen Beweis für die Auflösbarkeit von Singularitäten algebraischer Flächen, der aber wie viele Beweise der italienischen algebraisch-geometrischen Schule an Strenge zu wünschen übrig ließ (einen strengen Beweis lieferte 1935 der US-Amerikaner Robert Walker). Er veröffentlichte viele Artikel über Elementarmathematik und populärwissenschaftliche Aufsätze im Periodico di Matematiche, dessen Herausgeber er von 1946 bis 1967 war. Chisini verfasste auch viele Beiträge zur Enciclopedia Italiana. Das Chisini-Mittel ist nach ihm benannt.
Er war Mitglied der Accademia dei Lincei.

## Verweise
1. ↑  /mathshistory
2. ↑  Oscar Chisini im Mathematics Genealogy Project (englisch) abgerufen am 20. März 2025.
3. ↑  Ab 1982 Fakultät für Mathematik. Den Zusatz Federigo Enriques erhielt das Institut 1952 auf Chisinis Betreiben hin

| Personendaten    | Personendaten              |
| ---------------- | -------------------------- |
| NAME             | Chisini, Oscar             |
| KURZBESCHREIBUNG | italienischer Mathematiker |
| GEBURTSDATUM     | 14. März 1889              |
| GEBURTSORT       | Bergamo                    |
| STERBEDATUM      | 10. April 1967             |
| STERBEORT        | Mailand                    |